# Акшукур
Акшукур или Акшукыр (каз. Ақшұқыр) — село в Тупкараганском районе Мангистауской области Казахстана. Административный центр и единственный населённый пункт Акшукурского сельского округа. Находится на побережье Каспийского моря, примерно в 100 км к юго-востоку от города Форт-Шевченко, административного центра района. Код КАТО — 475233100.

## Население
В 1999 году численность населения села составляла 3347 человек (1658 мужчин и 1689 женщин). По данным переписи 2009 года, в селе проживало 6230 человек (3146 мужчин и 3084 женщины).